# Luciano Aued
Luciano Román Aued (La Plata, Argentina; 1 de marzo de 1987) es un exfutbolista argentino que jugó como mediocampista defensivo y su último equipo fue el Liverpool de Uruguay.

## Trayectoria

### Gimnasia y Esgrima La Plata

#### Inicios y debut profesional
Realizó las divisiones juveniles en Gimnasia y Esgrima La Plata, al que llegó en 2001, hasta que finalmente fue promovido a participar en los entrenamientos del plantel profesional en 2007. Desde el Clausura 2007 hasta el Clausura 2011 jugó 77 partidos en la primera de Gimnasia, sin anotar goles.

### Racing Club

#### Primeros años
Tras el Torneo Clausura 2011, con Gimnasia descendido, un grupo empresario compró el 50% de su pase y lo colocó en Racing Club de Avellaneda. Sin mayor trascendencia en sus primeros torneos, fue ganando un lugar en el 11 inicial. Gracias al director técnico Mostaza Merlo se afianzo en el puesto y fue una pieza clave en el equipo. A pesar de la mala campaña y falta de buenos resultados, se ganó el cariño de los hinchas después de asistir a Luciano Vietto con un taco dentro del área para marcar el gol de la victoria frente a Vélez Sarsfield.  

#### Consolidación con el club
Durante el Torneo de Transición 2014 fue un jugador importante en el equipo, jugando la mayoría de los partidos. El 14 de diciembre de 2014 se consagra campeón con Racing Club luego de 13 años de espera. 
El 17 de septiembre de 2015, jugando contra San Lorenzo por cuartos de final de Copa Argentina, a los 32 minutos del segundo tiempo, Aued marcó su primer gol oficial en Primera División. Volvió a marcar un gol el 2 de abril de 2016 frente a Tigre en el empate 3-3.

### Universidad Católica

#### Llegada al club y titularidad
El 29 de junio de 2017, después del partido de Racing frente a Independiente Medellín por Copa Sudamericana, encuentro en que fue capitán, anunció en conferencia de prensa que había sido su último partido en la institución de Avellaneda. Al día siguiente, a través de la cuenta oficial de Universidad Católica, se confirmó su llegada al fútbol chileno.
Tras el retorno de los torneos largos en Chile, celebró el título de Primera División 2018. Al año siguiente, ganó la Supercopa de Chile 2019, y a fines de temporada festejó un bicampeonato al quedarse con la copa de la Primera División 2019. Finalizando con la temporada 2020, en febrero de 2021, celebró un tricampeonato con Universidad Católica al ganar el campeonato Primera División 2020, y el 21 de marzo de 2021, junto al cuadro cruzado se coronó campeón de la Supercopa 2020, tras ganarle a Colo Colo por 4 a 2. Tras finalizar la temporada, Aued renovó su contrato hasta diciembre de 2021 con el club cruzado.

#### Problemas físicos y tetracampeonato nacional
Para la temporada 2021 tras una seguidilla de lesiones, el 22 de junio por la Copa Chile fue remplazado a los 62 minutos luego de sufrir un dolor en el empeine de su pie izquierdo en el partido contra Deportes Iquique. Aued volvió a jugar un encuentro más por dicho torneo el 3 de julio, sin embargo, a finales de mes debió ser operado por una fractura en el quinto metatarsiano de su pie izquierdo, volviendo a las canchas tres meses después.
Con el club a finales de año disputó la Supercopa 2021 frente a Ñublense, donde la UC se coronó en tanda de penales tricampeón de está competencia, también la institución se coronó tetracampeón del torneo nacional, tras ganar las ediciones 2018, 2019, 2020 y 2021, Aued formó parte de todos los torneos y está nueva estrella se convirtió en su séptimo título con la franja. Al igual que al final de la temporada 2020, durante una conferencia de prensa el club confirma su renovación por una temporada más.
El 14 de enero de 2022, iniciando la temporada 2022 fue sometido a una coronariografía productos de alteraciones en el corazón. Tras varios exámenes el club decidió que Aued fuera sometido a terapia y a no realizar actividades físicas, debido a ella no fue inscrito para disputar el primer semestre de 2022 con la institución. El 6 de noviembre del mismo año, Universidad Católica jugó su último partido en Primera División 2022, donde se confirmó la salida de 3 jugadores, entre ellas, la de Aued, dejando el club tras jugar 6 temporadas registrando 31 goles y 26 asistencias en 176 partidos.

### Instituto de Córdoba
El 3 de agosto de 2023, Aued fichó por Instituto de Córdoba hasta diciembre de 2023. Jugaría solamente 10 partidos, sin anotar goles y se marcharía nuevamente a Chile.

### Unión La Calera
Volvió a jugar en la Primera División de Chile, esta vez para Unión La Calera, compartiendo club con Gabriel Hauche. Jugaría 21 partidos y marcaría 1 gol. Después de un año decidió marcharse para probar experiencia en Uruguay.

### Liverpool Fútbol Club de Uruguay
En el 2025 llega al club uruguayo para afrontar la primera parte del año de la Primera División de Uruguay. Jugaría solamente 12 partidos en el club, sin anotar goles ni repartir asistencias.
El 11 de junio de 2025, mediante un comunicado por la red social de Instagram, anuncia su retirada del fútbol profesional.

## Selección nacional
Debutó en la Selección Mayor convocado por Sergio Batista, el 16 de marzo de 2011 en un amistoso ante Venezuela, anotando un gol en el triunfo por 4-1.

### Goles internacionales
| # | Fecha      | Lugar                                | Rival     | Gol | Resultado | Competición |
| - | ---------- | ------------------------------------ | --------- | --- | --------- | ----------- |
| 1 | 16-03-2011 | Estadio del Bicentenario, Argentina, | Venezuela | 4-1 | 4-1       | Amistoso    |

## Estadísticas

### Clubes
| Club                         | Div.          | Temporada     | Liga  | Liga  | Liga   | Copa nacional | Copa nacional | Copa nacional | Copa internacional | Copa internacional | Copa internacional | Total | Total | Total  |
| Club                         | Div.          | Temporada     | Part. | Goles | Asist. | Part.         | Goles         | Asist.        | Part.              | Goles              | Asist.             | Part. | Goles | Asist. |
| ---------------------------- | ------------- | ------------- | ----- | ----- | ------ | ------------- | ------------- | ------------- | ------------------ | ------------------ | ------------------ | ----- | ----- | ------ |
| Gimnasia (LP) Argentina      | 1.ª           | 2006/07       | 1     | 0     | 0      | —             | —             | —             | —                  | —                  | —                  | 1     | 0     | 0      |
| Gimnasia (LP) Argentina      | 1.ª           | 2007/08       | 10    | 0     | 0      | —             | —             | —             | —                  | —                  | —                  | 10    | 0     | 0      |
| Gimnasia (LP) Argentina      | 1.ª           | 2008/09       | 8     | 0     | 1      | —             | —             | —             | —                  | —                  | —                  | 8     | 0     | 1      |
| Gimnasia (LP) Argentina      | 1.ª           | 2009/10       | 35    | 0     | 9      | —             | —             | —             | —                  | —                  | —                  | 35    | 0     | 9      |
| Gimnasia (LP) Argentina      | 1.ª           | 2010/11       | 24    | 0     | 7      | —             | —             | —             | —                  | —                  | —                  | 24    | 0     | 7      |
| Gimnasia (LP) Argentina      | Total club    | Total club    | 78    | 0     | 17     | 0             | 0             | 0             | 0                  | 0                  | 0                  | 78    | 0     | 17     |
| Racing Club Argentina        | 1.ª           | 2011/12       | 13    | 0     | 0      | 3             | 0             | 0             | 2                  | 0                  | 0                  | 18    | 0     | 0      |
| Racing Club Argentina        | 1.ª           | 2012/13       | 6     | 0     | 0      | 0             | 0             | 0             | —                  | —                  | —                  | 6     | 0     | 0      |
| Racing Club Argentina        | 1.ª           | 2013/14       | 15    | 0     | 1      | —             | —             | —             | —                  | —                  | —                  | 15    | 0     | 1      |
| Racing Club Argentina        | 1.ª           | 2014          | 16    | 0     | 1      | 2             | 0             | 0             | —                  | —                  | —                  | 18    | 0     | 1      |
| Racing Club Argentina        | 1.ª           | 2015          | 24    | 0     | 3      | 4             | 1             | 0             | 5                  | 0                  | 1                  | 33    | 1     | 4      |
| Racing Club Argentina        | 1.ª           | 2016          | 12    | 1     | 0      | 1             | 0             | 0             | 10                 | 0                  | 0                  | 23    | 1     | 0      |
| Racing Club Argentina        | 1.ª           | 2016/17       | 29    | 0     | 3      | 3             | 0             | 0             | 3                  | 0                  | 0                  | 35    | 0     | 3      |
| Racing Club Argentina        | Total club    | Total club    | 115   | 1     | 8      | 13            | 1             | 0             | 20                 | 0                  | 1                  | 148   | 2     | 9      |
| Universidad Católica · Chile | 1.ª           | 2017          | 12    | 2     | 2      | 3             | 0             | 0             | —                  | —                  | —                  | 15    | 2     | 2      |
| Universidad Católica · Chile | 1.ª           | 2018          | 29    | 5     | 1      | 2             | 1             | 0             | —                  | —                  | —                  | 31    | 6     | 1      |
| Universidad Católica · Chile | 1.ª           | 2019          | 23    | 5     | 5      | 7             | 2             | 1             | 8                  | 2                  | 1                  | 38    | 9     | 7      |
| Universidad Católica · Chile | 1.ª           | 2020          | 31    | 10    | 5      | 1             | 0             | 2             | 11                 | 2                  | 3                  | 43    | 12    | 10     |
| Universidad Católica · Chile | 1.ª           | 2021          | 16    | 0     | 3      | 5             | 0             | 1             | 6                  | 1                  | 0                  | 27    | 1     | 4      |
| Universidad Católica · Chile | 1.ª           | 2022          | 15    | 1     | 2      | 6             | 0             | 0             | 1                  | 0                  | 0                  | 22    | 1     | 2      |
| Universidad Católica · Chile | Total club    | Total club    | 126   | 23    | 18     | 24            | 3             | 4             | 26                 | 5                  | 4                  | 176   | 31    | 26     |
| Unión (SF) Argentina         | 1.ª           | 2023          | 18    | 1     | 1      | 1             | 0             | 0             | —                  | —                  | —                  | 19    | 1     | 1      |
| Unión (SF) Argentina         | Total club    | Total club    | 18    | 1     | 1      | 1             | 0             | 0             | 0                  | 0                  | 0                  | 19    | 1     | 1      |
| Instituto Argentina          | 1.ª           | 2023          | —     | —     | —      | 10            | 0             | 0             | —                  | —                  | —                  | 10    | 0     | 0      |
| Instituto Argentina          | Total club    | Total club    | 0     | 0     | 0      | 10            | 0             | 0             | 0                  | 0                  | 0                  | 10    | 0     | 0      |
| Unión La Calera · Chile      | 1.ª           | 2024          | 14    | 1     | 0      | 1             | 0             | 0             | 6                  | 0                  | 0                  | 21    | 1     | 0      |
| Unión La Calera · Chile      | Total club    | Total club    | 14    | 1     | 0      | 1             | 0             | 0             | 6                  | 0                  | 0                  | 21    | 1     | 0      |
| Liverpool · Uruguay          | 1.ª           | 2024          | 12    | 0     | 0      | —             | —             | —             | —                  | —                  | —                  | 12    | 0     | 0      |
| Liverpool · Uruguay          | Total club    | Total club    | 12    | 0     | 0      | 0             | 0             | 0             | 0                  | 0                  | 0                  | 12    | 0     | 0      |
| Total carrera                | Total carrera | Total carrera | 364   | 26    | 44     | 49            | 4             | 4             | 51                 | 5                  | 4                  | 464   | 35    | 53     |
| 1. 2. 3.                     |               |               |       |       |        |               |               |               |                    |                    |                    |       |       |        |

## Palmarés

### Títulos nacionales
| Título                    | Equipo                     | País      | Año    |
| ------------------------- | -------------------------- | --------- | ------ |
| Primera División          | Racing Club                | Argentina | 2014-T |
| Primera División de Chile | C. D. Universidad Católica | Chile     | 2018   |
| Supercopa de Chile        | C. D. Universidad Católica | Chile     | 2019   |
| Primera División de Chile | C. D. Universidad Católica | Chile     | 2019   |
| Primera División de Chile | C. D. Universidad Católica | Chile     | 2020   |
| Supercopa de Chile        | C. D. Universidad Católica | Chile     | 2020   |
| Supercopa de Chile        | C. D. Universidad Católica | Chile     | 2021   |
| Primera División de Chile | C. D. Universidad Católica | Chile     | 2021   |

### Distinciones individuales
| Distinción                                                   | Año  |
| ------------------------------------------------------------ | ---- |
| Botín de Oro por Revista El Gráfico Chile - ANFP             | 2018 |
| Mejor volante central por Revista El Gráfico Chile - ANFP    | 2018 |
| Mejor jugador extranjero por Revista El Gráfico Chile - ANFP | 2018 |
| Parte del Equipo Ideal de El Gráfico Chile - ANFP            | 2018 |